# 富士見丘女子短期大学
富士見丘女子短期大学（ふじみがおかじょしたんきだいがく、英語: Fujimigaoka Women's Junior College）は、静岡県三島市初音669に本部を置いていた日本の私立大学である。1965年に設置され、2009年に廃止された。大学の略称は富短大。

## 概要

### 大学全体
- 静岡県三島市に所在した日本の私立短期大学で、設置主体は学校法人富士見丘学園[1]。
- 1965年に開学[2]。入学定員は文科で100、家政科で100となっていた。
- 1968年度の入学生を最後に[注釈 2]、1970年以降は名目上の休校が40年近くに亙り続き、2009年3月31日をもって短期大学の廃止認可が降りる[4]。

### 教育および研究
- 富士見丘女子短期大学における教育は、設置されていた学科からもわかるように国文・英文からなる文科、家政・食物栄養からなる家政科と、旧来の女子短大によくある専門教育が行われていた。

### 学風および特色
- 富士見丘女子短期大学は学校法人沼津北学園の学園長であった小野正實により、好環境のもとで女子の総合教育を行うことをねらいに設置されたものとなっている。

## 沿革
- 1965年
  - 3月5日 左記を以て文部省[注 1]より短期大学の設置が認可される[5]。
  - 4月1日 富士見丘女子短期大学が以下の学科体制にて開学する[6]。
    - 国文科 入学定員100名
    - 家政科 入学定員50名

  - 5月1日 学生数[7]/定員[8]
    - 国文科 68[注釈 3]/100
    - 家政科 47[注釈 3]/50
- 1966年
  - 5月1日 学生数[9]/定員
    - 国文科 74[注釈 3]/200
    - 家政科 64[注釈 3]/100
- 1967年
  - 4月1日 この年度の入学生より国文科が文科に改組され、さらに以下の専攻課程を置く[注釈 4]。
    - 国文専攻 入学定員50名[注釈 5]
    - 英文専攻 入学定員50名[注釈 5]

  - 同 家政科が以下の通りに専攻分離される[注釈 4]。
    - 家政専攻
    - 食物栄養専攻

  - 5月1日 学生数[14]/定員[15]
    - 国文科 92[注釈 3]/200
    - 家政科 119[注釈 3]/100
- 1968年
  - 4月1日 名目上の最後の募集となる[注釈 2]。
  - 5月1日 学生数[16]/定員[注釈 6]
    - 国文科 3[注釈 3]/200
    - 家政科 23[注釈 3]/100
- 1970年
  - 4月1日 以後、名目上の休校[注 2]。
- 2009年
  - 3月31日 正式の廃校となる[4]。

## 基礎データ

### 所在地
- 静岡県三島市初音669[注釈 1]

### 象徴
- 富士見丘女子短期大学のカレッジマークについては右記資料を参照[注 3]

## 教育および研究

### 組織

#### 学科
- 文科
  - 国文専攻 入学定員50名[注釈 6]
  - 英文専攻 入学定員50名[注釈 6]
- 家政科
  - 家政専攻 入学定員10名[注釈 6]
  - 食物栄養専攻 入学定員40名[注釈 6]

#### 専攻科
- なし

#### 別科
- なし

#### 取得資格について
- 中学校教諭二級免許状[注 4]
  - 国語：文科国文専攻
  - 英語：文科英文専攻
  - 家庭・保健：家政科家政専攻
- 栄養士資格：家政科食物栄養専攻[注 5]
- ほか、司書資格課程も設けられていた[注 6]

### 研究
- 『伊豆の民話』[28]

## 大学関係者と組織

### 大学関係者一覧

#### 歴代学長
- 茂木ヒイ
- 小林武治：1966年2月より。元法務大臣。
- 渡辺重男
- 政岡弥三郎
- 小野ちゑ
- 小野正實

#### 元教員
- 小松操 - 元助教授
- 小池政臣 - 元講師

## 施設

### キャンパス
- 当時キャンパスまでは、国鉄東海道本線三島駅から「元箱根行き」バスを利用することになっていた。ちなみに、短大の前には「富士見丘女子短大前」と表記されたバス停留所があった[19]。
- キャンパスは富士山と駿河湾を眺望できる箱根山の中腹あたりに設置されていた。

### 寮
- 学内に設置されていた[29]。

## 社会との関わり
- 1967年より学校経営上の問題からトラブルが生じていたらしく、それが引き金となって不法行為をするという社会問題にまで発展してしまうという事態にまで陥ってしまう。詳細は外部リンクの各リンクを参照のこと。

## 卒業後の進路について

### 就職について
- 一般企業の社員または栄養士として勤務した人が多いものとなっていた。

## 関連校
- 沼津北中学校・高等学校[注釈 7]